# Поликлинико (станция метро, Рим)
«Поликлинико» (итал. Policlinico) — станция линии B Римского метрополитена. Открыта в 1990 году.

## Окрестности и достопримечательности
Вблизи станции расположены:
- Поликлиника Умберто I
- Римский университет Ла Сапиенца

## Наземный транспорт
Автобусы: 61, 88, 490, 495, 649.
Трамвай: 3, 19.